# Japan
Japan — британський поп/рок-гурт, утворений 1974 року в Лондоні. До першого складу гурту ввійшли брати Девід Сілвіен (David Sylvian), справжнє ім'я якого Девід Бетт (David Batt), 23.02.1952, Бекенгхем, Велика Британія — вокал, гітара та Стів Дженсен (Steve Jansen), справжнє ім'я якого Стівен Бетт (Stephen Batt), 1.12.1956, Лондон, Велика Британія — ударні; Рон Дін (Ron Dean), 23.04.1955, Лондон, Велика Британія — гітара, вокал; Річард Барбієрі (Richard Barbieri), 30.11.1957, Лондон, Велика Британія — клавішні та Мік Карн (Mick Karn), справжнє ім'я Ентоні Мікалідес (Anthony Michaelides), Кіпр — бас-гітара.
На початку своєї кар'єри гурту вдалося укласти угоду з німецькою фірмою «Ariola — Hansa» та зв'язатись з менеджером Саймоном Нейпером-Беллом. Щоправда дещо другосортний поп, який гурт запропонував, не тільки не мав успіху, а й отримав багато дуже негативних рецензій. Будучи не в змозі опанувати британську панк-сцену, гурт вирушив до Японії, де записав продюсовану Джорджем Мородером платівку «Life In Tokyo», яка користувалась чималою популярністю 1980 року.
Після видання для фірми «Ariola-Hansa» трьох альбомів, гурт перейшов до «Virgin Records», на якій дебютував лонгплеєм «Gentlemen Take Polaroids». Цього разу вони досягли успіху частково завдяки великій популярності руху нових романтиків. Чоловічо-жіночий імідж формації несподівано став причиною великої популярності гурту, що відразу вплинуло на їх появу в топ-аркушах. Тоді музикантам вдалося запровадити до британського Тор-20 аж три хіти: «Quiet Life», «Ghosts» та нову версію твору Смокі Робінсона «І Second That Emotion».
Черговий альбом «Tin Drum» також було зустрінуто дуже тепло. Однак, на жаль, непорозуміння між Карном та Сілвіеном зашкодило подальшому розвитку кар'єри, і саме тоді, коли гурту нарешті вдалося здобути довгоочікуваний успіх. Ще у травні 1981 року своїх колег залишив Дій, а в листопаді 1982 року гурт взагалі припинив свою діяльність. Наступного року з'явився концертний лонгплей Japan «Oil On Canvas», a музиканти присвятили себе сольним кар'єрам. Проте 1991 року вони зібралися знову у такому складі: Сілвіен, Дженсен, Карн та Барбірі і, взявши собі назву Rain Tree Crow, записали альбом «Rain Tree Crow».

## Дискографія
- 1978: Adolescent Sex
- 1978: Obscure Alternatives
- 1979: Quiet Life
- 1980: Gentlemen Take Polaroids
- 1981: Assemblage
- 1981: Tin Drum
- 1983: Oil On Canvas
- 1984: Exorcising Ghosts
- 1989: A Souvenir From Japan
- 1991: The Other Side Of Japan.

### Девід Сілвіен
- 1984: Brilliant Trees
- 1985: Words With The Shaman
- 1985: Alchemy: An Index Of Possibilities
- 1986: Gone To Earth
- 1987: Secrets Of Beehive
- 1988: Plight & Premonition (разом з Холгером Шукаі)
- 1989: Flux & Mutability
- 1989: Weatherbox
- 1993: The First Day (разом з Робертом Фріппом)
- 1993: Darshan (разом з Робертом Фріппом)
- 1994: Damage (разом з Робертом Фріппом)

### Мік Карн
- 1982: Titles
- 1987: Dreams Of Reason Produce Monsters
- 1993: Bestial Cluster
- 1995: The Tooth Mother